# 苏泽林
苏泽林（1951年7月—），男，汉族，四川资阳人，中华人民共和国政治人物，二级大法官，中国共产党党员。中央党校法理学专业毕业。

## 生平
曾在成都市中级人民法院任职，历任助理审判员、审判员、刑庭副庭长，法院纪检组长、副院长、院长、党组书记。之后曾担任中共成都市委副秘书长，后专任四川省高级人民法院副院长。2001年6月调任最高人民法院，历任最高人民法院政治部主任、最高人民法院副院长，审判员、审判委员会委员，二级大法官。
2013年3月16日，被任命为第十二届全国人民代表大会法律委员会副主任委员。
2013年，当选第十二届全国人民代表大会四川地区代表。